# Khe nứt San Andreas
San Andreas (tựa tiếng Việt: Khe nứt San Andreas) là một bộ phim thảm họa Mỹ năm 2015 do Brad Peyton đạo diễn. Kịch bản phim được Carlton Cuse viết, với sự đóng góp tình tiết của Andre Fabrizio và Jeremy Passmore. Phim có sự góp mặt của dàn sao phim điện ảnh như Dwayne Johnson, Carla Gugino, Alexandra Daddario, Ioan Gruffudd, Hugo Johnstone-Burt, Art Parkinson, Archie Panjabi và Paul Giamatti.
San Andreas được chính thức bấm máy vào ngày 22 tháng 4 năm 2014 tại Úc và hoàn thành ngày 27 tháng 7 tại San Francisco. Phim phát hành trên toàn thế giới với định dạng 2D và 3D vào ngày 29 tháng 5 năm 2015, tác phẩm nhận được phản hồi nhiều chiều từ các nhà phê bình và tính riêng định dạng 3D đã thu về tổng cộng 470 triệu đô la trên toàn thế giới.

## Nội dung
Raymond "Ray" Gaines (Dwayne Johnson) là một phi công cứu hộ của sở cứu hỏa Los Angeles sắp ly dị với Emma (Carla Gugino) và đang lên kế hoạch cho một chuyến đi đến San Francisco với con gái của ông là Blake (Alexandra Daddario).
Trong khi đó, nhà địa chấn học Lawrence Hayes (Paul Giamatti) và đồng nghiệp của ông là Tiến sĩ Kim Park (Will Yun Lee) thuộc Viện công nghệ California Caltech đang ở đập Hoover nghiên cứu cho giả thuyết về một trận động đất cùng với một đứt gãy chưa từng được biết đến. Ngay lúc này, một trận động đất xảy ra với cường độ 7,1 độ richter khiến con đập bị sụp đổ và Park bị cuốn đi.
Khi Ray nói đến chuyến đi, Blake quyết định đi với bạn trai mới của mẹ, Daniel Riddick (Ioan Gruffudd), đến San Francisco thay vì đi với ông.
Hayes phát hiện ra rằng đứt gãy San Andreas bị chuyển dịch và sẽ sớm gây ra một trận động đất lớn, phá hủy các thành phố dọc theo đường đứt gãy.
Emma đang ăn trưa với Susan Riddick (Kylie Minogue), chị gái của Daniel Riddick bỗng chốc xuất hiện một trận động đất 9,1 độ richter, và Susan là một trong số những người xấu số. Ray cứu Emma khỏi tòa nhà bị đổ sập, và họ rất khó khăn để thoát khỏi thành phố trên chiếc máy bay trực thăng của ông.
Tại San Francisco, Daniel mang Blake đến văn phòng của mình, nơi cô gặp Ben Taylor (Hugo Johnstone-Burt), một sinh viên kỹ thuật từ Anh đến tìm việc làm và em trai Ollie Taylor (Art Parkinson). Daniel và Blake rời khỏi công ty nhưng bị mắc kẹt trong xe của họ trong tầng hầm để xe sau một chuỗi các trận động đất. Daniel chạy trốn bỏ mặc Blake nhưng cô được tìm thấy bởi Ben và Ollie và họ giúp cô ra khỏi xe. Sau đó, cả ba tìm thấy một điện thoại còn hoạt động để gọi Ray và Emma, hai ông bà đang trên đường bay đến San Francisco để cứu Blake.
Trên đường đi, máy bay trực thăng của Ray bị hỏng buộc ông phải hạ cánh khẩn cấp tại một trung tâm mua sắm ở Bakersfield. Giữa sự hỗn loạn và cướp bóc, Ray đánh cắp một chiếc xe tải giúp ông và Emma có thể tiếp tục hành trình. Họ vượt qua một cặp vợ chồng già và chiếc xe bị hư đậu bên đường nơi mà Đứt gãy San Andreas đã hình thành và mở rộng chặn đường họ. Thật trùng hợp, hai cụ sở hữu một chiếc máy bay đồng ý đổi nó lấy chiếc xe tải của Ray.
Tại San Francisco, Blake, Ben và Ollie đang cố gắng để tìm một nơi để báo hiệu cho Ray, khi mà nơi họ đã hẹn gặp nhau, Coit Tower, đang chìm trong lửa. Không còn cách nào khác để hạ cánh, Ray và Emma buộc phải nhảy dù xuống thành phố ngay trước khi một trận động đất 9,6 độ richter làm chấn động cả thành phố, trở thành các trận động đất lớn nhất trong lịch sử. Hầu hết thành phố chỉ còn là đống đổ nát, Blake, Ben và Ollie may mắn sống sót. Ray và Emma nhận ra rằng họ không thể băng qua thành phố đã bị phá hủy này, họ trưng dụng một chiếc thuyền và chợt thấy mực nước biển trong vịnh đang bắt đầu rút đi, báo hiệu một cơn sóng thần đang ập tới.
Đúng lúc gần tòa nhà của Daniel, Blake, Ben và Ollie chạy vào trong và chạy lên cao. Cơn sóng thần đánh đổ nhiều tòa nhà và ùa vào tòa nhà của Daniel. Daniel đã bị chết tại Cầu Cổng Vàng khi sóng thần đổ bộ vào. Emma và Ray đi vào khu vực trung tâm bị ngập lụt và cuối cùng cũng đã xác định được vị trí Blake, Ben và Ollie cùng lúc tòa nhà của Daniel bị xô ngã và bắt đầu chìm dần xuống. Ray và Emma phá vỡ một cửa sổ và giải cứu Ben, Ollie và Blake. Tuy nhiên, Blake dường như đã chết đuối. Ray rất cố gắng trong quyết tâm và hi vọng, cuối cùng ông cũng giúp Blake hồi tỉnh lại và gia đình đoàn tụ trong hạnh phúc.
Họ đi đến một trại cứu trợ, Ray với Emma hòa giải, cùng nói về tương lai của họ và nhìn những chiếc xe cứu hộ đang đi trên vịnh San Francisco.

## Diễn viên
- Dwayne Johnson[5] vai Raymond "Ray" Gaines, một phi công trực thăng cứu hộ của sở cứu hỏa Los Angeles.
- Carla Gugino[6] vai Emma Gaines, vợ đã ly hôn của Ray.
- Alexandra Daddario[7] vai Blake Gaines, là con gái của Ray với Emma tuổi thiếu niên.
- Hugo Johnstone-Burt vai Ben Taylor, một kiến trúc sư người Anh và là người yêu của Blake.
- Art Parkinson[8] vai Ollie Taylor, một cậu bé người Anh và là em trai của Ben.
- Ioan Gruffudd[9] vai Daniel Riddick, bạn trai của Emma.
- Archie Panjabi[10] vai Serena Johnson, một phóng viên thời sự.
- Paul Giamatti vai Tiến sĩ Lawrence Hayes, một nhà nghiên cứu địa chất ở Caltech.
- Will Yun Lee[11] vai Tiến sĩ Kim Park, một nhà địa chất học ở Caltech và là cộng sự của Lawrence.
- Kylie Minogue[12] vai Susan Riddick, chị của Daniel.
- Alec Utgoff vai Alexi, nghiên cứu sinh của Lawrence.
- Marissa Neitling vai Phoebe, nghiên cứu sinh của Lawrence.
- Todd Williams[13] vai Marcus Crowlings, cộng sự của Ray.
- Colton Haynes[14] vai Joby O'Leary, cộng sự của Ray.
- Morgan Griffin vai Natalie, cô gái được cứu bởi Ray phần đầu phim.
- Breanne Hill vai Larissa, cô gái bồi bàn.
- Matt Gerald vai Harrison.
- Julian Shaw vai Stoner.

## Sản xuất

### Ý tưởng
Ngày 01 tháng 12 năm 2011, có thông báo rằng New Line Cinema đang phát triển một bộ phim thảm họa về động đất, "San Andreas: 3D", từ kịch bản của Jeremy Passmore và Andre Fabrizio; Allan Loeb "đánh bóng" kịch bản. Ngày 5 tháng 6 năm 2012, hãng sản xuất quyết định mời Brad Peyton về làm đạo diễn. Ngày 18 tháng 7 năm 2012, New Line thỏa thuận với Carlton Cuse để viết lại kịch bản cho bộ phim thảm họa động đất. Ngày 18 tháng 7 năm 2013, biên kịch của The Conjuring, Carey Hayes và Chad Hayes cũng được mời đến bởi hãng phim để viết lại bộ phim một lần nữa. Bộ phim đã được đồng sản xuất bởi New Line và Village Roadshow Pictures, cùng với Flynn Picture Company và công ty truyền thông Úc Village Roadshow Limited.

### Chọn vai
Ngày 14 tháng 10 năm 2013, Dwayne Johnson thỏa thuận đóng vai một phi công trực thăng tìm kiếm con gái của mình sau khi trận động đất. Ngày 04 tháng 2 năm 2014, Alexandra Daddario tham gia diễn xuất. Ngày 12 tháng 3 năm 2014, Carla Gugino góp mặt vào bộ phim, tái hợp với Dwayne Johnson, người mà cô đóng vai chính trong Race to Witch Mountain và Faster. Ngày 14 tháng 3 năm 2014, Game of Thrones diễn viên Art Parkinson gia nhập dàn diễn viên của bộ phim. Ngày 1 tháng 4 năm 2014, Archie Panjabi tham gia bộ phim động đất. Ngày 05 tháng 4 năm 2014, Todd Williams cũng tham gia bộ phim, chơi Marcus Crowlings, một người bạn cũ của quân đội nhân vật của Johnson. Ngày 15 Tháng Tư 2014, Colton Haynes đã được thêm vào dàn diễn viên của bộ phim. Vào ngày 29 tháng 4, Ioan Gruffudd gia nhập dàn diễn viên của bộ phim. Gruffudd vai Daniel Riddick, một nhà phát triển bất động sản giàu có người đang hẹn hò với vợ cũ của nhân vật của Johnson. Ngày 28 tháng 5, Will Yun Lee tham gia vào dàn diễn viên để đóng vai Tiến sĩ Kim Park, đồng Giám đốc của Caltech địa chấn học Lab trong phim. Ngày 11 tháng 6, ca sĩ và nữ diễn viên người Úc Kylie Minogue đã tham gia bộ phim vai chị gái Gruffudd.

### Quay phim

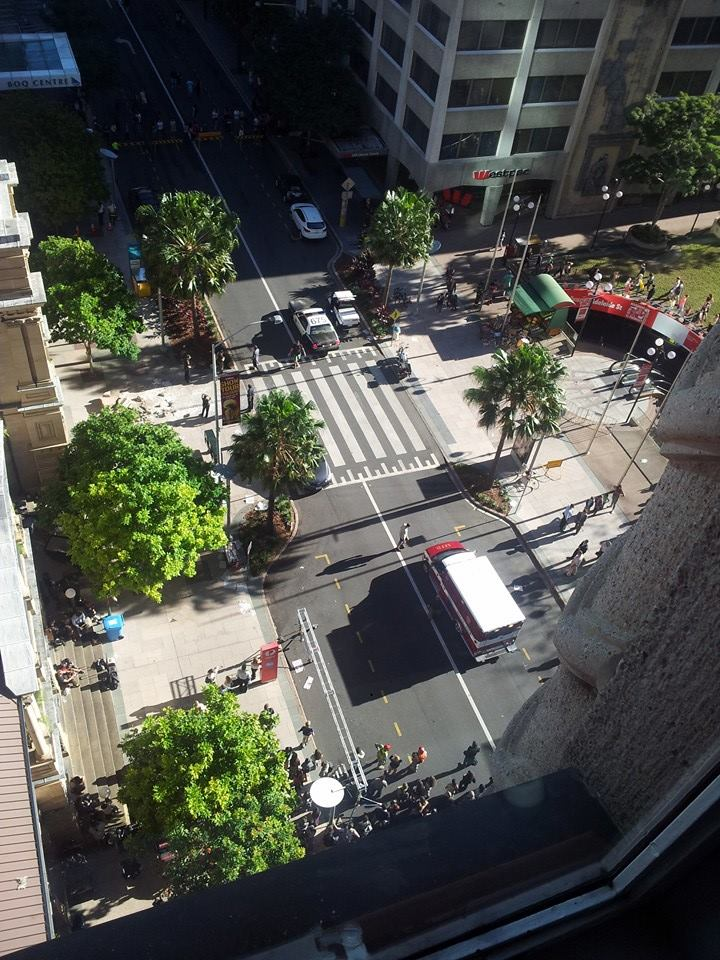
Đơn vị quay phim thứ hai trên Queensland, Australia vào ngày 22 tháng 6 năm 2014.

Ngày 17 Tháng 12 2013, Variety báo cáo rằng bộ phim sẽ được quay tại Village Roadshow Studios ở Gold Coast, Queensland, Australia. Việc sản xuất được thiết lập để bắt đầu vào tháng 4 năm 2014 tại Queensland, với các địa điểm bao gồm Ipswich và Brisbane. Ngày 20 Tháng Ba năm 2014, nó đã được thông báo rằng Gods of Egypt đã bắt đầu sản xuất tại Úc, và San Andreas đã được thiết lập để bắt đầu ngay sau đó. Vào 16/4/2014, Johnson đã tweet các bức ảnh từ các huấn luyện cho bộ phim.
Bộ phim bắt đầu vào ngày 22 Tháng Tư 2014 tại Úc và cũng được quay ở Los Angeles, Bakersfield, và San Francisco. Vào ngày 12 tháng 5, quay phim đã diễn ra ở thung lũng Lockyer. Vào ngày 10-11, quay phim đã diễn ra tại Los Angeles và sau đó sản xuất trở lại Úc để hoàn thành phần còn lại của bộ phim. Vào ngày 17 tháng 5, đơn vị thứ hai đang quay những cảnh ở Bakersfield, nơi một máy bay trực thăng đã được phát hiện, trong khi Johnson đã bận rộn ở Gold Coast. Vào ngày 22 tháng 6, đoàn phim đã được phát hiện quay những cảnh thiên tai trên đường Elizabeth ở Brisbane.
Hai đơn vị của bộ phim bắt đầu quay vào ngày 08 Tháng Bảy, tại San Francisco, trong khi đơn vị đầu tiên bắt đầu quay vào tháng bảy 21, kết thúc vào ngày 27 tháng 7. Vào ngày 15-16, đơn vị đầu tiên được quay phim tại Fisherman's Wharf, trong khi một đơn vị thứ hai cũng đang quay phim ở Embarcadero ngày 16 tháng Bảy. Vào ngày 21, các bộ phim đã được diễn ra tại AT&T Park, nơi đoàn phim quay một cảnh trong một trò chơi San Francisco Giants. Ngày 22 tháng 7, họ đã quay một trận động đất với nạn nhân giả và rác giả tại Hyde và đường Lombard ở Russian Hill. Ngày 23 tháng 7, đoàn đang quay những cảnh thảm họa trong The Armory. Ngày 26 tháng 7, họ đã quay một số cảnh gần Fairmont Hotel, với những ngày cuối cùng của bộ phim dành chụp trên đường phố California trong Quận Financial, đóng máy ngày 27 tháng 7 năm 2014.

### Nhạc phim
Ngày 24 tháng 7 năm 2014, một thông báo nêu rằng Andrew Lockington sẽ sáng tác nhạc cho phim.
Ba teaser đã được tiết lộ và hai trong số đó bao gồm Robot Koch & Delhia de France và Sia hát "California Dreamin" của The Mamas and the Papas.

## Phát hành
Ngày 05 tháng 12 năm 2013, Warner Bros. thiết lập các bộ phim cho một ngày 5 tháng 6 năm 2015, phát hành, trong 2D và 3D. Sau đó, 21 tháng 10, Warner Bros. chuyển ngày phát hành của bộ phim một tuần trước đó để 29 Tháng Năm 2015. Đây là bộ phim đầu tiên Warner Brothers 'sẽ được phát hành trong Dolby Cinema.

### Phim gia đình
San Andreas sẽ được phát hành vào kỹ thuật số HD và Blu-ray/DVD vào 13 tháng 10 năm 2015.

### Quảng bá
Một hình ảnh từ bộ phim của Johnson đã được tiết lộ vào ngày 17 tháng 3 năm 2014. trailer đầu tiên của bộ phim được phát hành vào ngày 09 tháng 12 năm 2014. Warner Bros. đã dành tổng cộng 39.400.000 $ trên QUẢNG CÁO truyền cho bộ phim.

## Đánh giá

### Phòng vé
Tính đến ngày 01 Tháng Mười năm 2015, San Andreas đã thu về $ 155.100.000 tại Bắc Mỹ và 315.300.000 $ trong vùng lãnh thổ khác với tổng số trên toàn thế giới của 470.400.000 $, với một ngân sách $ 110 triệu USD.

#### Bắc Mỹ
San Andreas mở ở Bắc Mỹ trên 3.777 rạp bao gồm tổng cộng 3.200 vị trí 3D. Vài ngày trước khi phát hành hộp khác nhau chuyên gia văn phòng của bộ phim được dự đoán một triệu $ 40 hoặc nhiều hơn khai mạc tại Bắc Mỹ. Nó làm cho 3.100.000 $ từ thứ năm chiếu đêm và 18.200.000 $ vào ngày khai trương. Nó kiếm được $ 54.500.000 trong tuần đầu của nó mà là cũng ở trên theo dõi và dự đoán. Đó là mở lớn nhất của Johnson là một nam diễn viên chính, vượt ra mắt $ 36 triệu của mình The Scorpion King vào năm 2002 sau khi điều chỉnh lạm phát. Giám đốc phân phối của Warner Bros Dan Fellman nhận xét về việc mở thành công, nói rằng khán giả không bao giờ cảm thấy mệt mỏi của bộ phim thảm họa, thậm chí sẽ trở lại The Poseidon Adventure (1972). Ông nói thêm, "Điều gì cũng bị mệt mỏi là khi bạn bắt đầu làm phần tiếp theo của cùng một điều. Nó cần được làm mới, và bạn phải có các chất hóa học ngay trong dàn diễn viên", chỉ ra sự độc đáo của bộ phim, và các buổi biểu diễn của Johnson và các diễn viên khác, như một số các yếu tố sau khai mạc thành công của bộ phim. Trong tuần thứ hai của nó, nó giảm dần bằng 52% thu nhập ước tính khoảng 26,4 triệu $, rơi vào vị trí thứ hai (sau Spy) là kết quả của sự cạnh tranh lớn với bộ phim mới được phát hành. Tuy nhiên, sự sụt giảm ít hơn so với các bộ phim thảm họa khác.

#### Bên ngoài Bắc Mỹ
Bên ngoài Bắc Mỹ, bộ phim đã mở trong tổng số 60 quốc gia trong cùng tuần, trong đó có Pháp, Anh, Mexico và Australia. Nó mở Thứ 4 Tháng 5 27 trong 4 nước, thêm 38 quốc gia vào thứ năm và 18 quốc gia nữa vào thứ Sáu 29 tháng 5 và thông qua chủ nhật 31 tháng năm kiếm được 5 ngày tổng khai mạc cuối tuần của $ 63.900.000 từ 15.420 rạp chiếu ở 60 quốc gia ra mắt ở vị trí đầu tiên trong 55 của các quốc gia cũng như tại các phòng vé quốc tế. Trong tuần thứ hai của nó, nó nói thêm $ 97.700.000. Nó đứng đầu các phòng vé ngoài Bắc Mỹ trong hai tuần liên tiếp trước khi bị vượt qua bởi Jurassic World ở cuối tuần thứ ba của nó.
Nó đã mở lớn nhất cho một bộ phim thảm họa và lớn thứ hai cho Warner Bros. ở Mexico với $ 10.100.000 từ 3.100 rạp. Ở Trung Quốc, nó đã có một mở ba ngày cuối tuần $ 35 triệu và sáu ngày mở tổng cộng 51.800.000 $ từ 8795 màn hình, mặc dù các nhà phân tích phòng vé Trung Quốc trang web Entgroup báo cáo một lỗ 55 triệu $. Mặc dù mối quan tâm sức khỏe hơn virus MERS, mà kết quả trong sự sụt giảm của nhập học hát, bộ phim mở ra cho 7.200.000 $ ở Hàn Quốc (kể cả thứ tư lẻn) và đứng đầu các phòng vé. Nó đã mở thành công tương tự ở Anh, Ireland và Malta (7.200.000 $), Nga và CIS (5.300.000 $), Brazil ($ 3.200.000) Pháp (3.100.000 $), Australia (2.400.000 $), Hồng Kông (2.200.000 $) và Đức (triệu $ 2).
Nó đã trở thành Warner Bros. có doanh thu cao nhất mọi thời đại phim ở Mexico (trước Harry Potter và bảo bối tử thần – phần 2), Chile, Colombia, Peru và Venezuela, và ở Trung Quốc nó là cao nhất thứ tư. Tính đến 28 Tháng Sáu 2015 trong tổng thu nhập, thị trường lớn nhất bên ngoài Bắc Mỹ là Trung Quốc (99.300.000 $) và Mexico (29.400.000 $).

### Nhận xét quan trọng
Trên Rotten Tomatoes, bộ phim có một đánh giá của 50% dựa trên 191 đánh giá. Sự đồng thuận quan trọng của trang web đọc, "San Andreas có một dàn diễn viên tuyệt vời và hiệu ứng đặc biệt xuất sắc, nhưng giữa tất cả các giác quan rung phá hủy, các nhân vật trong phim và cốt truyện chứng minh ít hơn so với cấu trúc bền vững." Trên Metacritic, bộ phim có một đánh giá của 43 trong số 100, dựa trên 42 nhà phê bình, chỉ ra "đánh giá hỗn hợp hoặc trung bình". CinemaScore cuộc thăm dò được tiến hành trong tuần đầu công chiếu, khán giả điện ảnh đã cho San Andreas một lớp trung bình "A-" trên một A + F để quy mô.
IGN trao điểm 7,5 trong số 10, nói, "Có một số vết nứt trong nền tảng, nhưng San Andreas là rắn giá vé bỏng ngô nhờ hình ảnh sắc nét và The Rock."
Viết trong Variety, Andrew Barker đã viết, "Trong số những chi phí nhiều mà có thể được áp dụng đối với Brad Peyton của San Andreas, quảng cáo sai sự thật không phải là một trong số họ. Các pic thảm họa hứa hẹn gì hơn là sự phá hủy CGI hoàn toàn của California là cận cảnh của mít Dwayne Johnson bắp tay -sized, và nó cung cấp một cách chính xác rằng ". Andrew O'Hehir viết trong Salon, "Coi là cảnh tượng tinh khiết, San Andreas là hấp dẫn và hiệu quả, cũng như là một hình thức khá thú vị của counter-câu chuyện: Một tầm nhìn của ngày tận thế trong ngắn hạn mà không có gì để làm với biến đổi khí hậu, những con quái vật hoặc những kẻ xâm lược ngoài hành tinh. Nhà phê bình Entertainment Weekly của Chris Nashawaty đã viết, "Như ràng phi lý, khoa học không rõ ràng, và unapologetically ủy mị như orgy của CGI tàn phá đạo diễn Brad Peyton là, lời tiên tri bỏng ngô của nó không thể tránh khỏi là một vụ nổ của ham chơi, vui vẻ dùng một lần. Mick LaSalle viết trên tờ The San Fransisco Chronicle, "Một số bộ phim rất dễ để chế nhạo, nhưng khó có thể cưỡng lại. Đây là một trong số họ. Kevin C. Johnson lặp lại những tình cảm trong The St. Louis Post-Dispatch, "San Andreas là một bộ phim hành động mà lượt truy cập người xem trên đầu. Một lần nữa và một lần nữa. Nhưng mà không phải là chính xác lý do tại sao bạn muốn đi xem không?.